# Meluzína
Meluzína är ett berg i Tjeckien.   Det ligger i regionen Karlovy Vary, i den nordvästra delen av landet, 110 km väster om huvudstaden Prag. Toppen på Meluzína är 1 094 meter över havet, eller 51 meter över den omgivande terrängen. Bredden vid basen är 0,70 km.
Terrängen runt Meluzína är huvudsakligen kuperad, men åt nordost är den platt.Runt Meluzína är det glesbefolkat, med 19 invånare per kvadratkilometer. Närmaste större samhälle är Kadaň, 18,3 km öster om Meluzína. I omgivningarna runt Meluzína växer i huvudsak blandskog.